# 三菱銀行

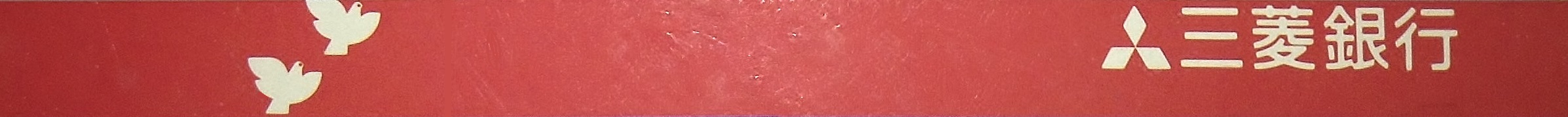
为纪念与迪士尼合作30周年而生产的三菱彩色铅笔包装上印有三菱银行的标志

三菱銀行（日语：みつびしぎんこう，The Mitsubishi Bank, Ltd.）是日本過去存在的都市銀行之一。

## 历史
三菱銀行設立於1919年。1948年，該銀行一度改名為千代田銀行。但在1953年又改回原名。1996年，三菱銀行和東京銀行合併為東京三菱銀行，2006年又和UFJ銀行合併為「三菱東京UFJ銀行」（現三菱UFJ銀行）。